# راشل هیل
راشل هیل (انگلیسی: Rachel Hill؛ زادهٔ ۱۷ آوریل ۱۹۹۵) بازیکن فوتبال اهل ایالات متحده آمریکا است.
وی همچنین در تیم‌های ملی فوتبال United States women's national under-20 soccer team و زیر ۲۳ سال زنان ایالات متحده آمریکا بازی کرده‌است.